# Beyond the Gates (Possessed)
Beyond the Gates è il secondo album del gruppo death metal statunitense Possessed, pubblicato il 31 ottobre 1986 dalla Relativity Records.

## Il disco
Rispetto al suo predecessore Seven Churches l'album presenta una maggiore cura alla qualità del suono contrariamente all'album precedente che aveva una qualità povera e scadente, l'album è stato remixato contro la volontà dei fans della band che erano divisi con alcuni che apprezzavano la qualità del suono e chi invece criticava la band per questo cambio stilistico.
Difatti Beyond the Gates divenne il simbolo della decadenza dei Possessed, dato che l'anno successivo la band rilasciò l'EP The Eyes of Horror e poi decise lo scioglimento definitivo.

## Tracce
Testi e musiche di Mike Torrao, eccetto dove indicato.
1. Intro – 1:23 (Carl Canedy)
2. The Heretic – 2:40
3. Tribulation – 4:48 (Larry LaLonde)
4. March to Die – 3:12
5. Phantasm – 4:23 (Larry LaLonde)
6. No Will to Live – 6:47
7. Beyond the Gates – 2:55
8. The Beasts of the Apocalypse – 3:13
9. Seance – 3:03 (Larry LaLonde)
10. Restless Dead – 2:59
11. Dog Fight – 1:23

## Formazione
- Jeff Becerra - voce, basso
- Mike Torrao  - chitarra
- Larry LaLonde - chitarra
- Mike Sus - batteria